# Ptačí oblast Labské pískovce
Ptačí oblast Labské pískovce se rozkládá převážně na území chráněné krajinné oblasti Labské pískovce, národního parku České Švýcarsko a částečně i v chráněné krajinné oblasti Lužické hory.
Rozloha ptačí oblasti je 35 487,18 ha, předmětem ochrany je především biotop 4 vzácných druhů ptáků, a to sokola stěhovavého (Falco peregrinus), datla černého (Dryocopos martius), výra velkého (Bubo bubo) a chřástala polního (Crex crex).